# Sender Miltenberg-Wenschdorf
Der Sender Miltenberg-Wenschdorf ist eine seit 1982 existierende Sendeanlage der Deutschen Funkturm GmbH nahe dem Miltenberger Stadtteil Wenschdorf auf dem 481 Meter über NHN hohen Berg Kohlplatte.
Bei dem Sendemast des Senders handelt es sich um einen Fernmeldetypturm vom Typ FMT 13 mit einer Höhe von 158 Meter.
Ausgestrahlt werden Hörfunkprogramme auf UKW und DAB+. Auch wird der Sendemast von Mobilfunkbetreibern, für Behördenfunk und Richtfunk genutzt.

## Frequenzen und Programme

### Analoges Radio (UKW)
In UKW werden folgende Programme ausgestrahlt:
| Frequenz(MHz) | Programm        | RDS PS   | RDS PI | ERP(kW) | Antennendiagrammrund (ND)/gerichtet (D) | Polarisationhorizontal (H)/vertikal (V) |
| ------------- | --------------- | -------- | ------ | ------- | --------------------------------------- | --------------------------------------- |
| 99,4          | Radio Primavera | PRIMVERA | D91A   | 0,05    | ND                                      | H                                       |

### Digitales Radio (DAB)
DAB wird in vertikaler Polarisation und im Gleichwellenbetrieb mit anderen Sendern ausgestrahlt.
| Block                       | Programme (Datendienste) | ERP (kW) | Antennen- diagrammrund (ND), gerichtet (D) | Polarisationhorizontal (H)/ vertikal (V) | Gleichwellennetz (SFN) |
| --------------------------- | --- | -------- | ------------------------------------------ | ---------------------------------------- | --- |
| 10A Unterfranken (D__00308) | DAB-Block des Bayerischen Rundfunks - Bayern 1 (Mainfranken) (96 kbps) - Bayern 1 (Schwaben) (96 kbps) - BR24live (64 kbps, Mono) - Radio Teddy (72 kbps) - egoFM (72 kbps) - Gong Würzburg (72 kbps) - Charivari Würzburg (72 kbps) - Radio Primavera (72 kbps) - Galaxy Aschaffenburg (72 kbps) - Primaton (72 kbps) - Radio Hashtag+ (72 kbps) - Arabella Bayern (96 kbps) - Rock Antenne Bayern (72 kbps) - BR EPG (8 kbps) | 10       | ND                                         | V                                        | Alzenau-Hahnenkamm, Burgsinn, Dettelbach, Ebern, Gemünden, Hammelburg, Kreuzberg, Miltenberg-Wenschdorf, Neustadt am Main, Obernburg am Main, Ostheim/Heidelberg, Pfaffenberg, Schweinfurt (Schonungen), Volkach, Wertheim, Würzburg (Frankenwarte), Zeil am Main |
| 11D BR Bayern (D__00165)    | DAB-Block des Bayerischen Rundfunks - Bayern 1 (Oberbayern) (96 kbps) - Bayern 1 (Niederbayern/Oberpfalz) (96 kbps) - Bayern 1 (Franken) (96 kbps) - Bayern 2 (96 kbps) - Bayern 3 (96 kbps) - BR-Klassik (144 kbps) - BR24 (72 kbps, Mono) - BR Schlager (96 kbps) - Puls (96 kbps) - BR Heimat (128 kbps) - BR Verkehr (16 kbps, Mono) - Antenne Bayern (80 kbps) - BR EPG (8 kbps Daten) - ARD TPEG (24 kbps)                | 10       | ND                                         | V                                        | - Unterfranken: Alzenau (Hahnenkamm), Burgsinn (Main-Spessart), Dettelbach, Ebern, Frammersbach/Sauerberg (geplant), Gemünden, Hammelburg, Kreuzberg (Rhön), Miltenberg-Wenschdorf, Neustadt am Main, Obernburg am Main, Ostheim/Heidelberg, Pfaffenberg (Aschaffenburg), Schweinfurt (Schonungen), Volkach, Wertheim, Würzburg (Frankenwarte), Zeil am Main - Oberfranken: Bad Steben, Bamberg (Geisberg), Burgwindheim (geplant), Coburg (Eckardtsberg), Hof (Labyrinthberg), Kronach, Kulmbach, Ludwigsstadt (Ebersdorf), Ochsenkopf (Fichtelgebirge), Pegnitz - Mittelfranken: Ansbach (geplant), Büttelberg, Hesselberg, Hersbruck, Nürnberg (Fernmeldeturm), Rothenburg ob der Tauber, Treuchtlingen, Weißenburg - Oberpfalz: Altenstadt, Amberg (Hirschau), Amberg-Süd, Dillberg (Neumarkt), Fuchsmühl, Geigant, Hoher Bogen (Furth im Wald), Hohe Linie (Regensburg), Kallmünz (geplant), Pfreimd, Schönsee (Drechselberg), Weigendorf - Niederbayern: Brotjacklriegel, Deggendorf (Aletsberg), Dingolfing, Einödriegel, Kelheim, Landshut (Altdorf), Mainburg, Mallersdorf-Pfaffenberg, Oberfrauenwald, Passau (Kühberg), Pfarrkirchen, Rattenberg, Rotthalmünster, Viechtach (Weigelsberg) (geplant), Vilsbiburg - Schwaben: Augsburg (Hotelturm), Augsburg (Welden), Balderschwang (Oberberg), Grünten, Hühnerberg (Harburg), Kaufbeuren (geplant), Markt Wald, Memmingen, Pfänder (Vorarlberg), Pfronten (Breitenberg), Ulm (Kuhberg) - Oberbayern: Bad Tölz (Gaißach), Berchtesgaden (Jenner), Eichstätt, Fürstenfeldbruck (Schöngeising), Gelbelsee, Herzogstand (Fahrenbergkopf), Hochberg (Traunstein), Hohenpeißenberg, Inntal (Ebbs), Isen, München-Freimann, München-Ismaning, München (Olympiaturm), Neuötting, Oberammergau (Laber), Pfaffenhofen (Wolfsberg), Pfaffenhofen (BR), Reit im Winkl, Untersberg (Salzburg), Tegernseer Tal (Wallberg), Wasserburg am Inn (Koblberg), Wendelstein (Bayrischzell) |